# Raigs còsmics

Cascada de partícules produïda per l'impacte d'un protó de 10^{15} eV d'energia a 35 km d'altura.

Els raigs còsmics són partícules subatòmiques que procedeixen de l'espai exterior i que arriben a la Terra amb una energia elevada a causa de la seva gran velocitat. La majoria d'aquestes partícules provenen de fonts dins de la Via Làctia i s'anomenen raigs còsmics galàctics. La resta dels raigs còsmics tenen origen en el Sol o, gairebé amb certesa en el cas de les partícules amb les energies més altes, fora de la Via Làctia.

## Història

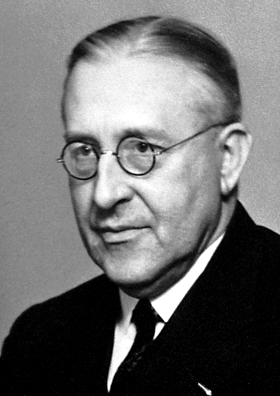
Victor Franz Hess.

Els raigs còsmics es descobriren quan pogué comprovar-se que la conductivitat elèctrica de l'atmosfera terrestre es devia a la ionització causada per radiacions d'alta energia. El físic nord-americà d'origen austríac Victor Franz Hess (1883-1964) els descobrí el 1911 com explicació de la ionització de les capes altes de l'atmosfera. De les seves observacions, introduint electroscopis en globus sonda que pujaren deu vegades fins als 5 200 m, deduí que la intensitat dels raigs còsmics augmenta amb l'altitud, que el seu nombre varia amb la latitud i que són un 1,5 % més intensos durant el dia que la nit. El descobriment que la intensitat de radiació depèn de l'altitud ens indica que les partícules que formen la radiació estan elèctricament carregades i que són desviades pel camp magnètic terrestre. L'energia més elevada mesurada per a una única partícula de raigs còsmics és comparable a l'energia cinètica d'una pilota de beisbol que es mogués a uns 160 km/h, és, per tant, més de cent milions de vegades superior a l'energia dels protons accelerats en l'LHC del CERN.

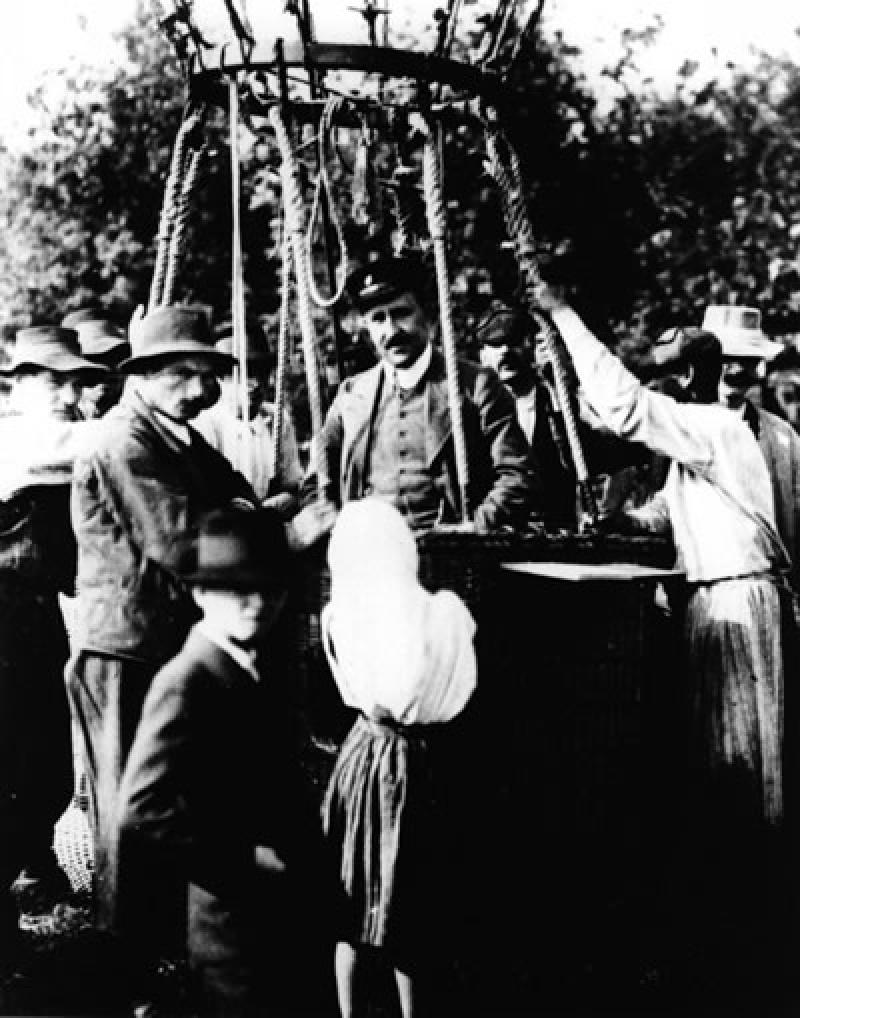
Hess a punt d'enlairar-se el 1912 a bord d'un globus.

El 1929, emprant l'acabada d'inventar cambra de boira, el físic rus Dimitri Skobelzyn (1892-1990) observà els primers senyals de raigs còsmics. El 1932 el físic estatunidenc Robert Millikan (1868-1953) els anomenà “raigs còsmics”. «Còsmics» pel seu evident origen a l'espai exterior al sistema solar, i «raigs» perquè sospitava que es tractava de raigs γ, la radiació electromagnètica més penetrant coneguda en aquella època. El mateix any, mentre observava les traces de raigs còsmics que passaven a través de la seva cambra de boira, el físic estatunidenc Carl D. Anderson (1905-1991) descobrí el positró, la primera partícula d'antimatèria. I el 1937, juntament amb també físic estatunidenc Seth Neddermayer (1907-1988), descobriren el muó.
El 1938 el físic francès Pierre Victor Auger (1899-1993), que havia ubicat detectors de partícules a les altures dels Alps, notà que dos detectors col·locats a molts metres de separació van indicar tots dos l'arribada de partícules exactament al mateix temps. Auger havia descobert els "xàfecs aeris estesos", pluges de partícules subatòmiques secundàries causades per la col·lisió de partícules primàries d'alta energia amb molècules d'aire. Sobre la base dels seus mesuraments, Auger conclogué que havia observat xàfecs amb energies de 1015 eV, deu milions de vegades més altes que qualsevol coneguda abans. El 1949 el físic italià Enrico Fermi (1901-1954) proposà una explicació per a l'acceleració dels raigs còsmics. A l'accelerador de "xoc" per als raigs còsmics imaginat per Fermi, els protons augmenten la seva velocitat en rebotar sobre núvols magnètics que es mouen a l'espai. Es creu que les supernoves actuen com a tals acceleradors còsmics, però elles soles no poden adonar dels raigs còsmics de la més alta energia.
El primer raig còsmic amb energia al voltant de 1020 eV fou detectat per John Linsley a l'arranjament de superfície de l'Institut Tecnològic de Massachusetts ubicat a Volcano Ranch (Nou Mèxic, EUA), el febrer de 1962. Aquest singular esdeveniment augmentà en un factor 50 l'extrem de l'espectre energètic dels raigs còsmics conegut fins aquell moment, i fou el primer esdeveniment registrat amb energia més gran o igual a 1020 eV. L'arranjament de Volcano Ranch consistia en 19 comptadors de centelleig cobrint una àrea d'aproximadament 7 km², i operà entre els anys 1958 a 1972. El 1991 el grup de recerca de raigs còsmics Fly's Eye (Ull de Mosca) als Estats Units observà un esdeveniment de raig còsmic amb una energia de 3 x 1020 eV. El 1994 el grup AGASA al Japó informà d'un esdeveniment amb energia de 2 x 1020 eV.

## Origen

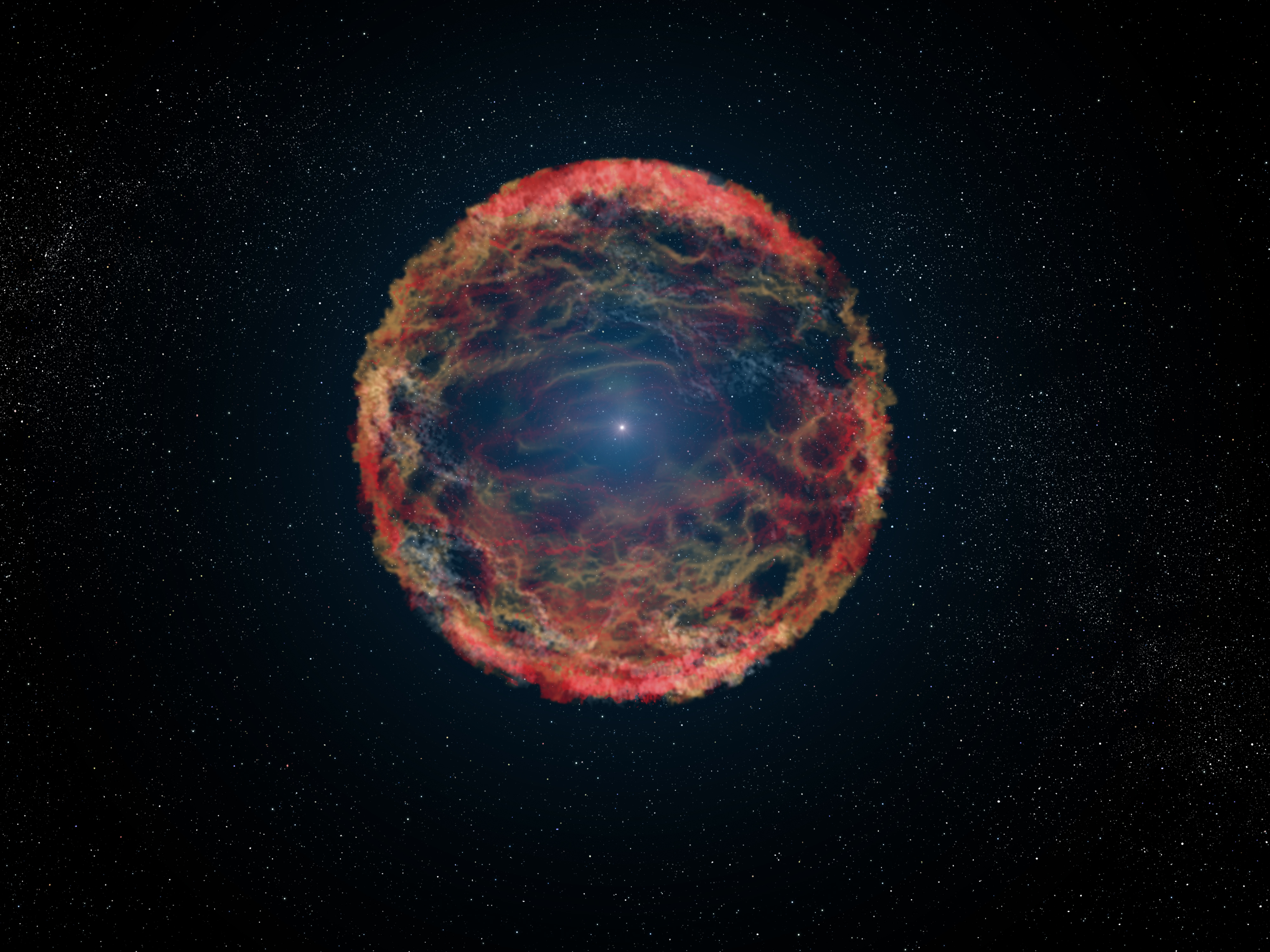
Representació artística de la supernova de tipus II 1993J.

La majoria de les partícules dels raigs còsmics provenen de fonts dins de la Via Làctia i s'anomenen raigs còsmics galàctics. A causa de la seva desviació per camps magnètics durant el seu recorregut, aquests raigs segueixen camins enrevessats i arriben a la part superior de l'atmosfera terrestre gairebé uniformement des de totes les direccions. En conseqüència, no es poden identificar les seves fonts a partir de la direcció d'arribada, sinó que s'han d'inferir a partir de les abundàncies isotòpiques d'aquells raigs còsmics que són nuclis atòmics. Això es pot intentar comparant les abundàncies dels raigs còsmics amb les deduïdes espectroscòpicament per a estels i regions interestel·lars. Les abundàncies relatives dels diferents elements entre els nuclis dels raigs còsmics s'han estudiat bé per a partícules amb energies d'aproximadament 100 MeV fins a diverses desenes de GeV per nucleó. S'han mesurat abundàncies per a elements fins a l'urani. A partir d'aquestes dades, s'ha pogut reconstruir gran part de la història dels trajectes de les partícules dels raigs còsmics a través de la galàxia. Els elements lleugers liti, beril·li i bor són rars a tot l'univers, però són sorprenentment abundants entre aquests raigs còsmics. Es considera que aquests nuclis lleugers es produeixen quan raigs còsmics més pesants (com ara carboni i oxigen) es fragmenten durant les col·lisions amb el gas interestel·lar primordialment compost d'hidrogen.

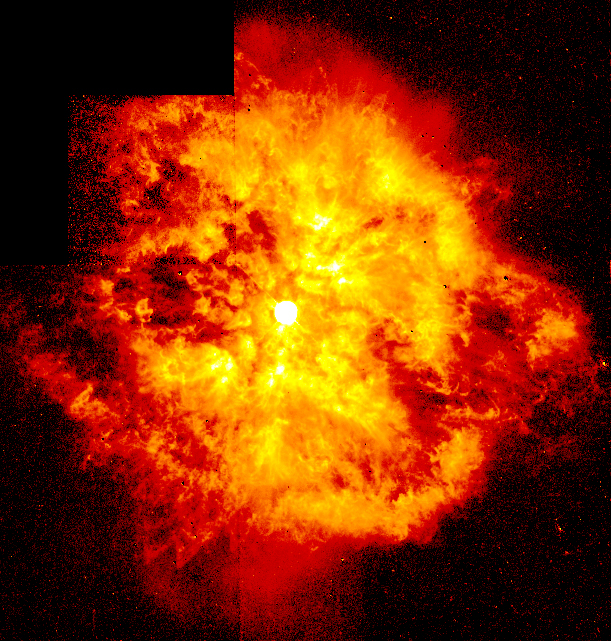
Estrella de Wolf-Rayet WR124 (imatge del telescopi espacial Hubble)

Finalment, s'ha trobat que la composició inferida de les fonts és similar a la de la matèria general del sistema solar; no obstant això, hi ha massa poc hidrogen i heli, i hi ha diferències significatives per als isòtops de neó i ferro. Els elements que tenen tendència a formar grans de pols es troben en abundàncies superiors. Es creu que els raigs còsmics representen una mescla de material, amb aproximadament el 80 % de composició del sistema solar i 20 % de nuclis provinents d'estrelles massives evolucionades, com ara supernoves de tipus II o de col·lapse de nucli i estrelles de Wolf-Rayet que es troben en grups d'estrelles joves i calentes anomenats associacions OB.
Els raigs còsmics galàctics han de viatjar durant uns 15 milions d'anys per produir prou col·lisions interestel·lars per donar lloc al nombre observat de nuclis lleugers. L'escala de temps d'aquest viatge es basa en part en l'observació de fragments radioactius com el beril·li 10. Aquest radionúclid té una vida mitjana d'1,5 milions d'anys, i el nombre de partícules com aquestes que poden sobreviure per ser detectades a la Terra depèn del temps total de viatge. Amb una vida mitjana de 15 milions d'anys, els raigs còsmics han de ser reemplaçats a un nivell de potència mitjà d'aproximadament 1041 ergs per segon. Les explosions de supernova poden subministrar aquesta quantitat de potència, ja que ocorren aproximadament cada 50 anys a la galàxia. Les supernoves de col·lapse de nucli, procedents d'estrelles OB, constitueixen aproximadament el 85 % de totes les supernoves galàctiques i prop del 90 % dels raigs còsmics galàctics pesants probablement s'acceleren allà. Tot i que sembla que l'acceleració de partícules es pot dur a terme mitjançant ones de xoc en expansió de les supernoves, els detalls dels processos implicats en la producció i acceleració dels raigs còsmics encara no estan clars.

## Efectes en l'atmosfera terrestre

Cascada de partícules.

Les partícules de raigs còsmics no s'observen directament a la superfície de la Terra. Això és perquè els raigs còsmics primaris, és a dir, les partícules que arriben a l'extrem exterior de l'atmosfera terrestre, col·lideixen amb els nuclis dels àtoms de les molècules atmosfèriques i donen lloc a raigs còsmics secundaris. Alguns d'aquests són fragments dels nuclis que col·lideixen, incloent-hi neutrons, altres són mesons, com el pions i els kaons, creats a partir de l'energia de les col·lisions, altres leptons (muons, electrons, positrons i neutrins) produïts per desintegracions dels mesons i, també, raigs γ. Ben aviat, els nuclis secundaris tenen les seves pròpies col·lisions. Són aquestes partícules les que s'observen al nivell del mar. Els primaris s'han d'estudiar mitjançant globus d'alta altitud o naus espacials.
Els pions decauen majoritàriament segons les equacions:
{\displaystyle \pi ^{0}\longrightarrow 2\gamma ,\quad \pi ^{+}\longrightarrow \mu ^{+}+{\bar {\nu }}_{\mu },\quad \pi ^{-}\longrightarrow \mu ^{-}+{\bar {\nu }}_{\mu }}
Els kaons decauen seguint les següents reaccions:
{\displaystyle K^{+}\longrightarrow \mu ^{+}+\nu _{\mu },\quad K^{+}\longrightarrow \pi ^{+}+\pi ^{0}}{\displaystyle K^{-}\longrightarrow \mu ^{-}+{\bar {\nu }}_{\mu },\quad K^{-}\longrightarrow \pi ^{-}+\pi ^{0},\quad K^{-}\longrightarrow \pi ^{0}+\mu ^{-}+{\bar {\nu }}_{\mu }}Alguns muons arriben a la superfície de la Terra, però d'altres decauen en electrons, positrons i neutrins:
{\displaystyle \mu ^{-}\longrightarrow e^{-}+{\bar {\nu }}_{e}+\nu _{\mu },\quad \mu ^{+}\longrightarrow e^{+}+\nu _{e}+{\bar {\nu }}_{\mu }}
Entre els raigs còsmics galàctics, les abundàncies relatives dels diferents nuclis i electrons varien amb l'energia. Per sobre d'aproximadament 1 GeV per nucleó, les proporcions són d'aproximadament un 85 % de protons, amb aproximadament un 13 % de partícules α. El 2 % restant són electrons i nuclis d'àtoms més pesants. A energies de diversos centenars de MeV per nucleó, les xifres corresponents són d'aproximadament un 90, un 9 i un 1 %.

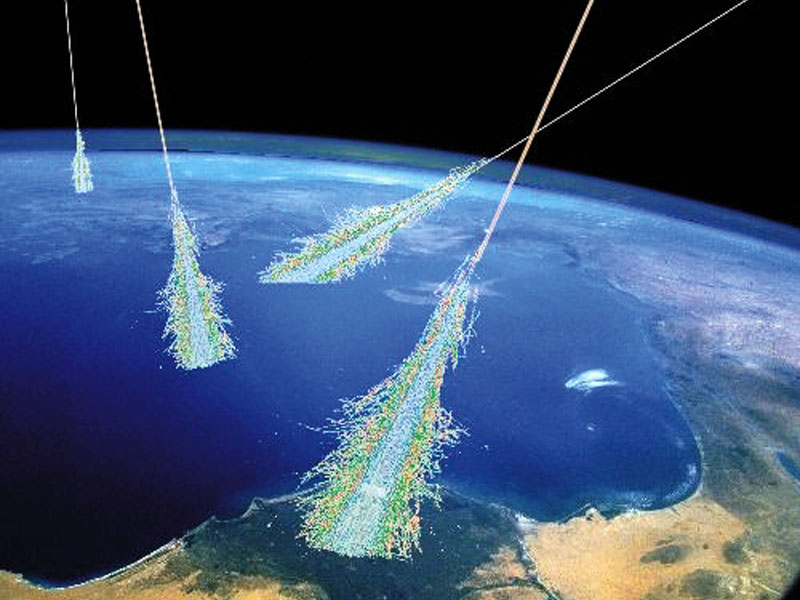
Representació de les cascades de partícules per l'impacte de quatre raigs còsmics.

La majoria dels raigs còsmics galàctics detectats prop de la Terra tenen energies cinètiques superiors a aproximadament 1 GeV per nucleó. El flux constant d'aquests raigs primaris a la capa superior de l'atmosfera és d'aproximadament 1 500 partícules/m² s. El nombre de partícules disminueix ràpidament amb l'augment de l'energia, però s'han detectat partícules individuals amb energies tan altes com diverses vegades 1020 eV.
Les trajectòries dels primaris dels raigs còsmics de baixa energia estan fortament influïdes pel camp magnètic de la Terra. En conseqüència, a energies per sota d'aproximadament 1 GeV per nucleó, a cada latitud geomagnètica hi ha una energia de tall per sota de la qual no es detecten raigs primaris dels raigs còsmics galàctics. El flux d'aquestes partícules de baixa energia està influït per l'activitat solar, i la quantitat de radiació còsmica que arriba a la Terra està inversament correlacionada amb el nombre de taques solars al llarg del cicle solar d'11 anys. Aquesta correlació inversa s'anomena efecte Forbush i es produeix perquè, en màxima activitat solar, camps magnètics més forts es duen a l'espai interplanetari pel vent solar, i aquests camps bloquegen els raigs còsmics.

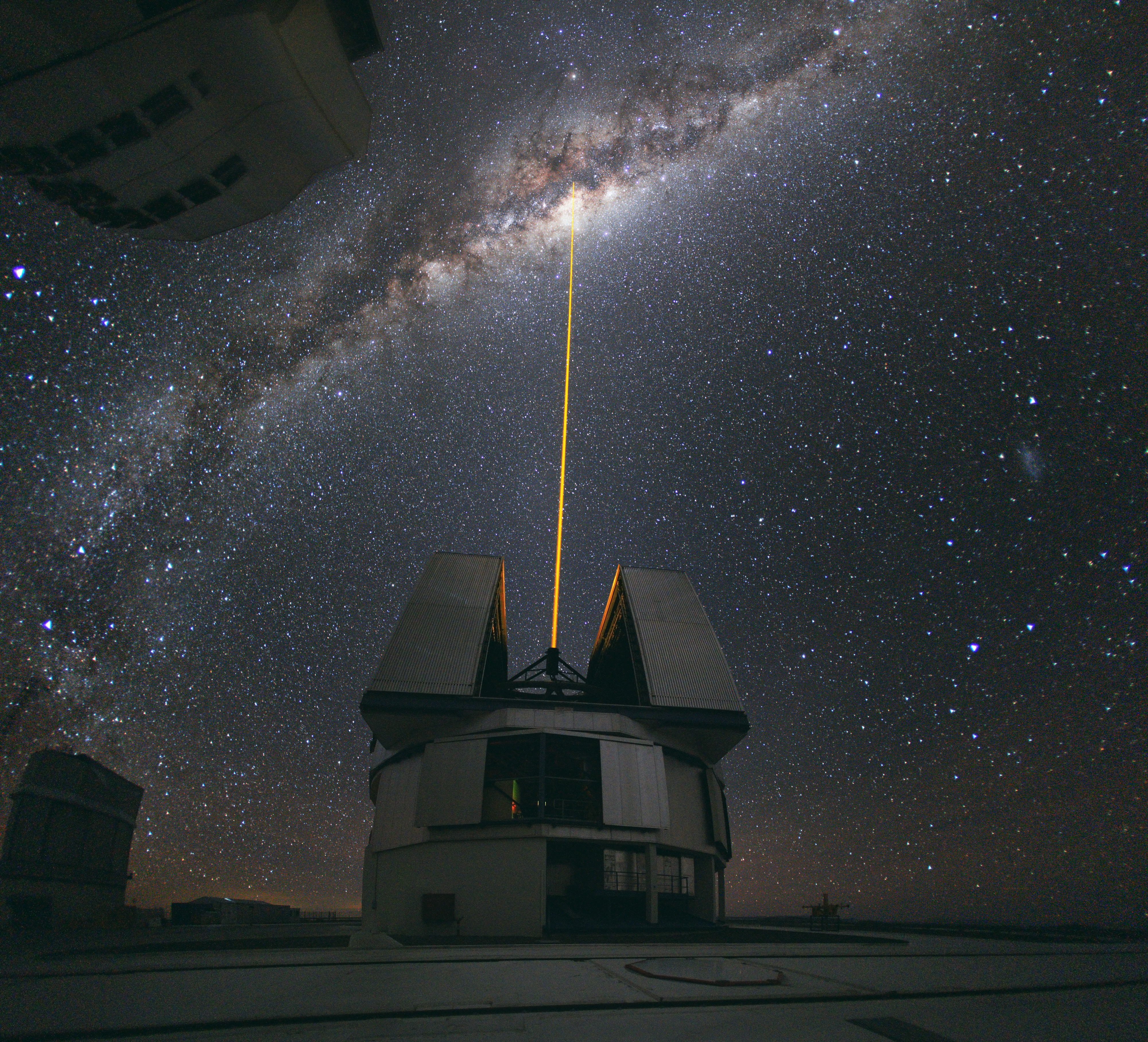
Raig làser apuntant el centre de la nostra galaxia.

## Electrons en els raigs còsmics

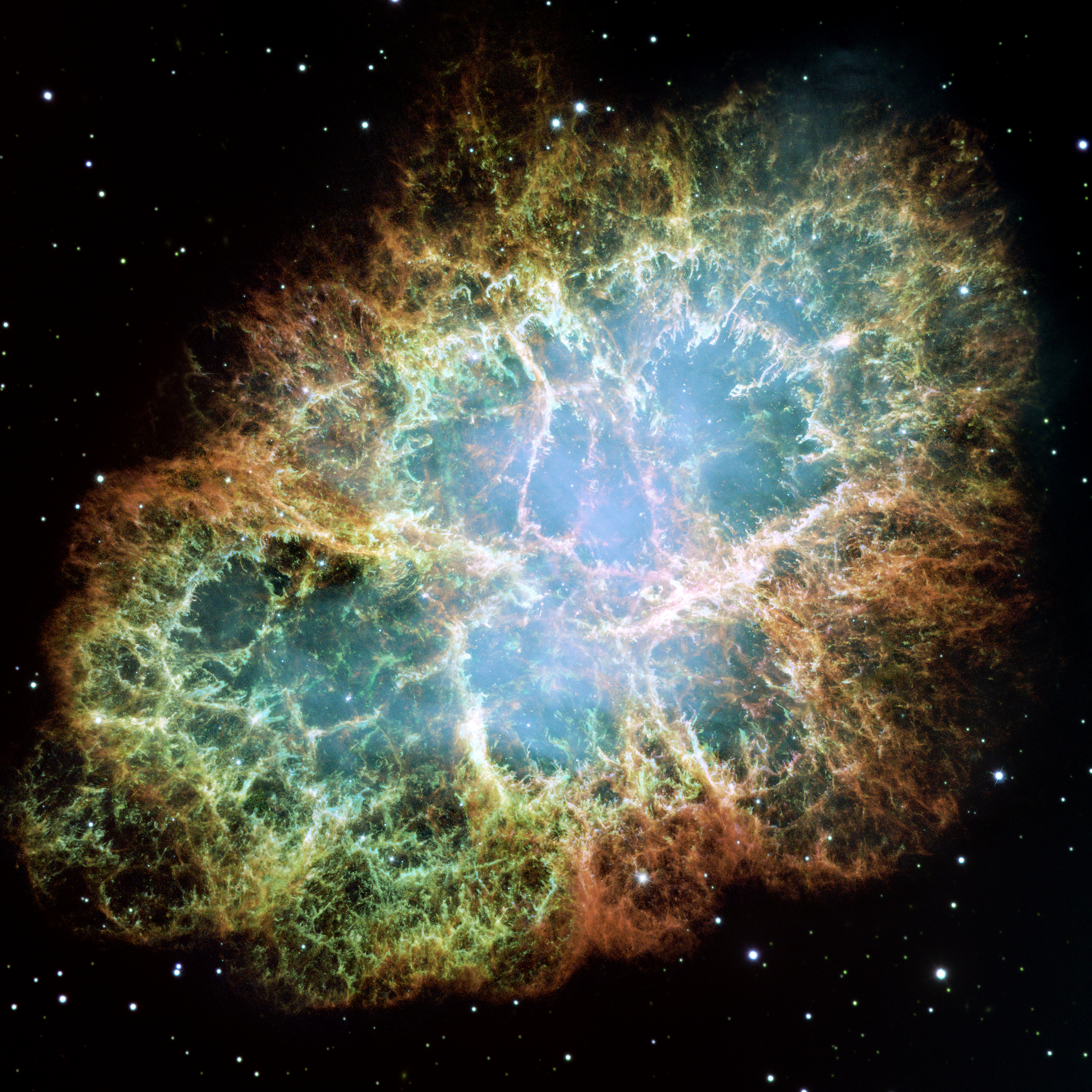
La nebulosa del Cranc a la constel·lació de Taure són les restes d'una supernova.

La majoria dels electrons en els raigs còsmics galàctics es produeixen en les fonts originals dels raigs cósmics que produeixen els nuclis primaris. Una petita porció dels electrons prové de col·lisions entre nuclis atòmics primaris dels raigs cósmics i hidrogen interestel·lar, que produeixen mesons carregats, principalment pions, π+ i π–. Aquests pions tenen una vida mitjana d'uns 200 μs i es desintegren en muons μ+ i μ–; i aquests es desintegren i produeixen electrons, positrons i neutrins. Els electrons i positrons segueixen trajectòries espirals en el camp magnètic galàctic i generen radiació de sincrotró, que és detectada pels radiotelescopis. Hi ha un acord general entre les observacions de ràdio de la radiació de sincrotró i les intensitats calculades a partir del flux d'electrons. S'ha detectat radiació de sincrotró a partir de restes de supernoves com la nebulosa del Cranc, confirmant la seva identificació com a possibles fonts de raigs cósmics.
Les col·lisions interestel·lars dels raigs cósmics també produeixen pions neutres π0, que es desintegren ràpidament i generen raigs γ d'alta energia. Les deteccions d'aquests raigs (realitzades des de satèl·lits en òrbita terrestre) indiquen que els raigs cósmics estan concentrats de manera significativa en el disc de la Via Làctia, amb un percentatge molt menor a l'halo circumdant. La intensitat mesurada dels raigs γ concorda en general amb els valors calculats.

## Raigs cósmics de molt alta energia
Les partícules primàries amb energies superiors a aproximadament 1018 eV són tan rares que només es poden detectar mitjançant les cascades atmosfèriques extenses (EAS, per les seves sigles en anglès). Una EAS pot consistir en milions de partícules secundàries, incloent fotons, electrons, muons i alguns neutrons, que arriben al nivell del sòl en àrees de diversos quilòmetres quadrats. Les partícules primàries de molt alta energia arriben a la part superior de l'atmosfera a una taxa d'aproximadament una per quilòmetre quadrat per segle, i la detecció de les seves cascades pot implicar una sèrie de més de mil detectors de partícules repartits en una àrea ampla. També es poden detectar raigs gamma primaris amb energies superiors a aproximadament 1 TeV mitjançant grans conjunts de detectors terrestres o telescopis atmosfèrics de Cerenkov.

## Detectors de raigs còsmics

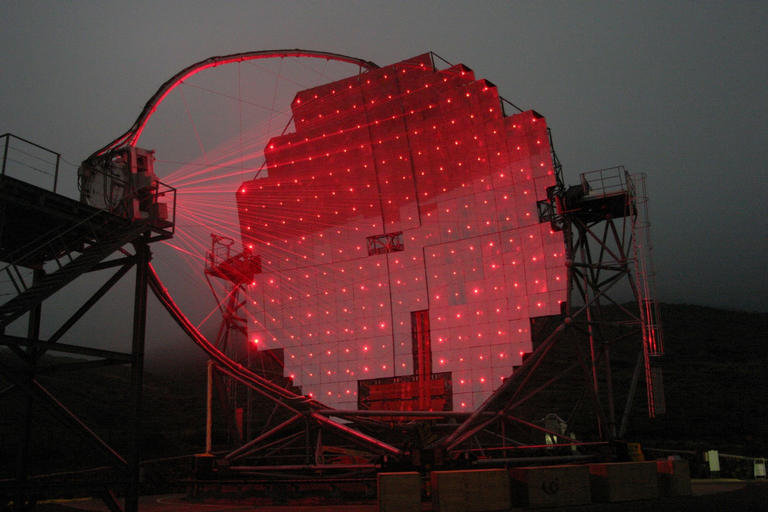
MAGIC, un telescopi Txerenkov en operació a l'illa canària de La Palma. En nits de boira, es poden veure els làsers que serveixen per enfocar els miralls.

Com que els raigs còsmics que incideixen sobre la Terra no arriben a la seva superfície cal pujar fins a les capes superiors de l'atmosfera o sortir a l'espai exterior. Per detectar-los, s'indueix la interacció de les partícules dels raigs còsmics amb algun material de comportament conegut, i després s'estudien els productes resultants del xoc. Un mètode molt utilitzat en el passat consistia a registrar el procés en emulsions fotogràfiques. Avui dia es fan servir dispositius més sofisticats que solen basar-se en la llampada que es produeix quan un raig còsmic travessa el material que conforma el nucli del detector. L'estudi de la llampada permet deduir paràmetres com la velocitat, energia i direcció del raig còsmic. Des del sòl també es poden detectar els raigs còsmics, encara que en aquest cas no de manera directa, sinó a través de l'anàlisi dels fenòmens que es produeixen durant la desintegració del raig còsmic a l'atmosfera (radiació secundària). Podríem dir que en aquest cas l'aire actua com a nucli del detector i els aparells analitzen els productes de la desintegració. Hi ha detectors de radiació de Txerenkov (telescopis Txerenkov) que analitzen la llampada de llum ultraviolada que sorgeix en la desintegració. Altres aparells (matrius de detectors de centelleig) capten els electrons o fins i tot els muons generats en cascada quan el raig còsmic incideix sobre l'aire. Es dedueix així, de manera aproximada, la direcció de procedència del raig i la seva energia. Els detectors de raigs còsmics basats a terra, encara que treballin amb radiació secundària, permeten captar i estudiar més esdeveniments i efectuar per tant estadístiques significatives.